# Ulrich Behne
Ulrich Behne (* 3. April 1939 in Vechta; † 4. Februar 2023 in Rastatt) war ein deutscher Heimatforscher aus Gaggenau.

## Leben und Wirken
Ulrich Behne machte sein Abitur in Hannover, nach seiner Wehrpflicht studierte er Germanistik und Geschichte in Göttingen und Freiburg. Sein Staatsexamen legte er in Freiburg ab. Nach seinem Referendariat am Tulla-Gymnasium Rastatt war er von 1969 bis 2003 als Lehrer und Vertrauenslehrer am Goethe-Gymnasium Gaggenau tätig. Nach seiner Pensionierung 2003 übte er sechs Jahre lang das Amt des ersten Vorsitzenden des Kulturrings Gaggenau aus. Er war der Erste, der mit Unterstützung des Stadtarchivs ausgiebig um die Geschichte der Juden in Gaggenau recherchiert hat. Seine Ergebnisse erschienen zwischen Anfang 2009 und Januar 2010 in einer Serie der BNN („Jüdisches Leben in Gaggenau“) sowie in seinem Buch „Verstreute Spuren – verblasste Erinnerungen“.

## Werke
- Die Affären des Pfarrers Kleinmann – eine Dorfgeschichte aus dem nördlichen Schwarzwald (über Karl Leopold Kleinmann), Heft 6 der Schriftenreihe Michelbacher Heimat des Heimatvereins Michelbach.
- Die Viehhändlerfamilien Gerson und das Schicksal der jüdischen Gemeinde zu Vechta. 1. Auflage 2001, 2. Auflage 2010.
- Wo Gacko einst das Mammut jagte. BadnerBuch, Rastatt, 2013, ISBN 978-3-944635-03-3.
- Verstreute Spuren – verblasste Erinnerungen. 2019, Verlag Regionalkultur, ISBN 978-3-95505-131-0.